# Saison 2014-2015 du Bayern Munich
Maillots
Chronologie
Saison précédente Saison suivante
La saison 2014-2015 est la 116e de l'histoire du Bayern Munich depuis sa création, cette saison est la 50e du club en Bundesliga.
Lors de la saison 2013-2014, le Bayern Munich a remporté le Championnat d'Allemagne de football, la Coupe d'Allemagne de football, la Supercoupe de l'UEFA 2013 et la Coupe du monde des clubs de la FIFA 2013, sous la direction de l’entraîneur espagnol Pep Guardiola.

## Pré saison (transferts)

### Arrivées
Le 1er juillet, le Bayern Munich enregistre la venue du milieu allemand Sebastian Rode en fin de contrat avec l'Eintracht Francfort.
Le 7 juillet, le Bayern Munich annonce la signature du latéral gauche espagnol Juan Bernat du FC Valence pour un montant de 10 millions d'euros.
Le 9 juillet, le Bayern Munich annonce la signature de l'attaquant polonais Robert Lewandowski en fin de contrat avec le Borussia Dortmund
Le 8 août, le Bayern Munich annonce la signature du gardien espagnol Pepe Reina du SSC Naples pour un montant de trois millions d'euros.
Le 26 août, le Bayern Munich annonce la signature du défenseur marocain Mehdi Benatia de l'AS Roma pour un montant de 28 millions d'euros.
Le 29 août, le Bayern Munich annonce la signature du milieu espagnol Xabi Alonso du Real Madrid pour un montant de 10 millions d'euros.
Le 31 août, le Bayern Munich annonce la signature du jeune milieu allemand Sinan Kurt du Borussia Mönchengladbach pour un montant 1,10 million d'euros.

### Départs
Le défenseur belge Daniel Van Buyten annonce sa retraite après huit ans au club. Le gardien allemand Lukas Raeder part en fin de contrat au Vitoria Setubal.
L'attaquant autrichien Alessandro Schöpf est vendu au 1. FC Nuremberg contre 400 000 euros.
L'attaquant croate Mario Mandžukić est vendu à l'Atletico Madrid pour un montant de 22 millions d'euros.
Le milieu allemand Toni Kroos tout juste champion du monde 2014 au Brésil annonce sa signature au Real Madrid pour un montant estimé a 30 millions d'euros.
L'arrière gauche allemand Diego Contento formé au club quitte le Bayern Munich pour les Girondins de Bordeaux pour un montant d'un million d'euros.
L'américain Julian Green est prêté à Hambourg SV pour d'une saison.

## Arrivées
Douglas Costa

## Départs
Bastian Schweinsteiger part du Bayern Munich pour Manchester United
Xherdan Shaqiri part du Bayern Munich pour Inter Milan

## Détail des rencontres

### Championnat
Championnat d'Allemagne de football 2014-2015
Calendrier
| Date       | J.  | Adversaire               | Lieu                                     | Score | Buteurs                                                                       |
| ---------- | --- | ------------------------ | ---------------------------------------- | ----- | ----------------------------------------------------------------------------- |
| 22/08/2014 | 1re | VfL Wolfsbourg           | Allianz Arena, Munich                    | 2-1   | Müller 37e Robben 47e                                                         |
| 30/08/2014 | 2e  | FC Schalke 04            | Veltins-Arena, Gelsenkirchen             | 1-1   | Lewandowski 10e                                                               |
| 12/09/2014 | 3e  | VfB Stuttgart            | Allianz Arena, Munich                    | 2-0   | Götze 27e Ribéry 85e                                                          |
| 20/09/2014 | 4e  | Hambourg SV              | Imtech Arena, Hambourg                   | 0-0   |                                                                               |
| 23/09/2014 | 5e  | SC Paderborn             | Allianz Arena, Munich                    | 4-0   | Götze 8e 78e Lewandowski 14e Müller 85e                                       |
| 27/09/2014 | 6e  | 1. FC Cologne            | RheinEnergieStadion, Cologne             | 0-2   | Götze 19e Halfar 66e (csc)                                                    |
| 04/10/2014 | 7e  | Hanovre 96               | Allianz Arena, Munich                    | 4-0   | Lewandowski 6e 38e Robben 13e 79e                                             |
| 18/10/2014 | 8e  | Werder Brême             | Allianz Arena, Munich                    | 6-0   | Lahm 20e 79e Alonso 27e Müller 43e (pen.) Götze 45e 86e                       |
| 26/10/2014 | 9e  | Borussia Mönchengladbach | Borussia-Park, Mönchengladbach           | 0-0   |                                                                               |
| 01/11/2014 | 10e | Borussia Dortmund        | Allianz Arena, Munich                    | 2-1   | Lewandowski 72e Robben 85e (pen.)                                             |
| 08/11/2014 | 11e | Eintracht Francfort      | Commerzbank-Arena, Francfort-sur-le-Main | 0-4   | Müller 22e 64e 67e Shaqiri 86e                                                |
| 22/11/2014 | 12e | TSG 1899 Hoffenheim      | Allianz Arena, Munich                    | 4-0   | Götze 23e Lewandowski 40e Robben 82e Rode 87e                                 |
| 29/11/2014 | 13e | Hertha Berlin            | Olympiastadion, Berlin                   | 0-1   | Robben 27e                                                                    |
| 06/12/2014 | 14e | Bayer Leverkusen         | Allianz Arena, Munich                    | 1-0   | Ribéry 51e                                                                    |
| 13/12/2014 | 15e | FC Augsbourg             | WWK Arena, Augsbourg                     | 0-4   | Benatia 58e Robben 59e 71e Lewandowski 68e                                    |
| 16/12/2014 | 16e | SC Fribourg              | Allianz Arena, Munich                    | 2-0   | Robben 41e Müller 48e                                                         |
| 19/12/2014 | 17e | 1. FSV Mayence 05        | Coface Arena, Mayence                    | 1-2   | Schweinsteiger 24e Robben 90e                                                 |
| 30/01/2015 | 18e | VfL Wolfsbourg           | Volkswagen-Arena, Wolfsbourg             | 4-1   | Bernat 55e                                                                    |
| 03/02/2015 | 19e | FC Schalke 04            | Allianz Arena, Munich                    | 1-1   | Robben 67e                                                                    |
| 07/02/2015 | 20e | VfB Stuttgart            | Mercedes-Benz Arena, Stuttgart           | 0-2   | Robben 41e Alaba 51e                                                          |
| 14/02/2015 | 21e | Hambourg SV              | Allianz Arena, Munich                    | 8-0   | Müller 21e (pen.) 55e Götze 23e 88e Robben 36e 47e Lewandowski 56e Ribéry 69e |
| 21/02/2015 | 22e | SC Paderborn             | Benteler-Arena, Paderborn                | 0-6   | Lewandowski 24e 37e Robben 63e (pen.) 86e Ribéry 72e Weiser 78e               |
| 27/02/2015 | 23e | 1. FC Cologne            | Allianz Arena, Munich                    | 4-1   | Schweinsteiger 3e Ribéry 10e Robben 67e Lewandowski 75e                       |
| 07/03/2015 | 24e | Hanovre 96               | HDI-Arena, Hanovre                       | 1-3   | Alonso 28e Müller 61e (pen.) 72e                                              |
| 14/03/2015 | 25e | Werder Brême             | Weserstadion, Brême                      | 0-4   | Müller 24e Alaba 45e Lewandowski 76e 90+1e                                    |
| 22/03/2015 | 26e | Borussia Mönchengladbach | Allianz Arena, Munich                    | 0-2   |                                                                               |
| 04/04/2015 | 27e | Borussia Dortmund        | Signal Iduna Park, Dortmund              | 0-1   | Lewandowski 36e                                                               |
| 11/04/2015 | 28e | Eintracht Francfort      | Allianz Arena, Munich                    | 3-0   | Lewandowski 15e 66e Müller 82e                                                |
| 18/04/2015 | 29e | TSG 1899 Hoffenheim      | Rhein-Neckar-Arena, Hoffenheim           | 0-2   | Rode 38e Beck 90+3e (csc)                                                     |
| 25/04/2015 | 30e | Hertha Berlin            | Allianz Arena, Munich                    | 1-0   | Schweinsteiger 80e                                                            |
| 02/05/2015 | 31e | Bayer Leverkusen         | BayArena, Leverkusen                     | 2-0   |                                                                               |
| 09/05/2015 | 32e | FC Augsbourg             | Allianz Arena, Munich                    | 0-1   |                                                                               |
| 16/05/2015 | 33e | SC Fribourg              | Mage Solar Stadion, Fribourg-en-Brisgau  | 2-1   | Schweinsteiger 13e                                                            |
| 23/05/2015 | 34e | 1. FSV Mayence 05        | Allianz Arena, Munich                    | 2-0   | Lewandowski 25e (pen.) Schweinsteiger 48e                                     |

### Coupe d'Allemagne
| 1er tour Coupe d'Allemagne         | SC Preußen Münster | 1–4   | Bayern Munich                                    | Preussenstadion, Münster                        |                                                 |
| Dimanche 17 août 2014 16h00 (CEST) | Krohne 89e (pen.)  | (0–2) | 19e Götze · 29e Müller · 52e Alaba · 74e Pizarro | Spectateurs : 16 797 Arbitrage : Guido Winkmann | Spectateurs : 16 797 Arbitrage : Guido Winkmann |

| 2e tour Coupe d'Allemagne             | Hambourg SV | 1-3   | Bayern Munich                           | Imtech Arena, Hambourg                       |                                              |
| Mercredi 29 octobre 2014 20h30 (CEST) | Lasogga 86e | (0-2) | 7e Lewandowski · 44e Alaba · 55e Ribéry | Spectateurs : 57 000 Arbitrage : Marco Fritz | Spectateurs : 57 000 Arbitrage : Marco Fritz |

| 1/8e de finale Coupe d'Allemagne | Bayern Munich           | 2-0   | Eintracht Brunswick | Allianz Arena, Munich                         |                                               |
| 4 mars 2015 20h30 (CEST)         | Alaba 45+1e · Götze 57e | (1-0) |                     | Spectateurs : 75 000 Arbitrage : Jochen Drees | Spectateurs : 75 000 Arbitrage : Jochen Drees |

| Quart de Finale Coupe d'Allemagne | Bayer Leverkusen                     | 0-0             | Bayern Munich                                  | BayArena, Leverkusen                          |                                               |
| 8 avril 2015 20h30 (CEST)         |                                      | (0-0)           |                                                | Spectateurs : 30 210 Arbitrage : Felix Zwayer | Spectateurs : 30 210 Arbitrage : Felix Zwayer |
| 8 avril 2015 20h30 (CEST)         | Drmić · Bender · Castro · Çalhanoğlu | Tirs au but 3-5 | Müller · Lewandowski · Alonso · Götze · Thiago | Spectateurs : 30 210 Arbitrage : Felix Zwayer | Spectateurs : 30 210 Arbitrage : Felix Zwayer |

| Demi Finale Coupe d'Allemagne | Bayern Munich                 | 1 - 1             | Borussia Dortmund         | Allianz Arena, Munich                            |                                                  |
| 28 avril 2015 20h30 (CEST)    | Lewandowski 29e               | (1 - 0)           | Aubameyang 75e            | Spectateurs : 75 000 Arbitrage : Peter Gagelmann | Spectateurs : 75 000 Arbitrage : Peter Gagelmann |
| 28 avril 2015 20h30 (CEST)    | Lahm · Alonso · Götze · Neuer | Tirs au but 0 - 2 | Gündoğan · Kehl · Hummels | Spectateurs : 75 000 Arbitrage : Peter Gagelmann | Spectateurs : 75 000 Arbitrage : Peter Gagelmann |

### Phase de poule

#### Classement de la Poule
| Rang | Équipe          | Pts | J | G | N | P | Bp | Bc | Diff |  | Résultats (▼ dom., ► ext.) |     |     |     |     |
| ---- | --------------- | --- | - | - | - | - | -- | -- | ---- |  | -------------------------- | --- | --- | --- | --- |
| 1    | Bayern Munich   | 15  | 6 | 5 | 0 | 1 | 16 | 4  | +12  |  | Bayern Munich              |     | 1-0 | 2-0 | 3-0 |
| 2    | Manchester City | 8   | 6 | 2 | 2 | 2 | 9  | 8  | +1   |  | Manchester City            | 3-2 |     | 1-1 | 1-2 |
| 3    | AS Rome         | 5   | 6 | 1 | 2 | 3 | 8  | 14 | -6   |  | AS Rome                    | 1-7 | 0-2 |     | 5-1 |
| 4    | CSKA Moscou     | 5   | 6 | 1 | 2 | 3 | 6  | 13 | -7   |  | CSKA Moscou                | 0-1 | 2-2 | 1-1 |     |

#### Rencontres de la phase de Poule
| 1re journée                      | Bayern Munich | 1-0   | Manchester City | Allianz Arena, Munich                                     |                                                           |
| 17 septembre 2014 20 h 45 (CEST) | Boateng 90e   | (0-0) |                 | Spectateurs : 68 000 Arbitrage : Alberto Undiano Mallenco | Spectateurs : 68 000 Arbitrage : Alberto Undiano Mallenco |
| 17 septembre 2014 20 h 45 (CEST) | Rapport       |       |                 | Spectateurs : 68 000 Arbitrage : Alberto Undiano Mallenco | Spectateurs : 68 000 Arbitrage : Alberto Undiano Mallenco |

| 2e journée                       | CSKA Moscou | 0-1   | Bayern Munich     | Arena Khimki, Khimki                       |                                            |
| 30 septembre 2014 18 h 00 (CEST) |             | (0-1) | 22e (pen.) Müller | Spectateurs : 0 Arbitrage : William Collum | Spectateurs : 0 Arbitrage : William Collum |
| 30 septembre 2014 18 h 00 (CEST) | Rapport     |       |                   | Spectateurs : 0 Arbitrage : William Collum | Spectateurs : 0 Arbitrage : William Collum |

| 3e journée                     | AS Rome      | 1-7   | Bayern Munich                                                                              | Stade olympique de Rome, Rome                   |                                                 |
| 21 octobre 2014 20 h 45 (CEST) | Gervinho 66e | (0-5) | 9e 30e Robben · 23e Götze · 25e Lewandowski · 36e (pen.) Müller · 78e Ribéry · 80e Shaqiri | Spectateurs : 70 544 Arbitrage : Jonas Eriksson | Spectateurs : 70 544 Arbitrage : Jonas Eriksson |
| 21 octobre 2014 20 h 45 (CEST) | Rapport      |       |                                                                                            | Spectateurs : 70 544 Arbitrage : Jonas Eriksson | Spectateurs : 70 544 Arbitrage : Jonas Eriksson |

| 4e journée                     | Bayern Munich          | 2-0   | AS Rome | Allianz Arena, Munich                         |                                               |
| 5 novembre 2014 20 h 45 (CEST) | Ribéry 38e · Götze 64e | (1-0) |         | Spectateurs : 68 000 Arbitrage : Cüneyt Cakir | Spectateurs : 68 000 Arbitrage : Cüneyt Cakir |
| 5 novembre 2014 20 h 45 (CEST) | Rapport                |       |         | Spectateurs : 68 000 Arbitrage : Cüneyt Cakir | Spectateurs : 68 000 Arbitrage : Cüneyt Cakir |

| 5e journée                      | Manchester City             | 3-2   | Bayern Munich                     | Manchester Stadium, Manchester                  |                                                 |
| 25 novembre 2014 20 h 45 (CEST) | Agüero 22e (pen.) 85e 90+1e | (1-2) | 40e Xabi Alonso · 45e Lewandowski | Spectateurs : 44 510 Arbitrage : Pavel Královec | Spectateurs : 44 510 Arbitrage : Pavel Královec |
| 25 novembre 2014 20 h 45 (CEST) | Rapport                     |       |                                   | Spectateurs : 44 510 Arbitrage : Pavel Královec | Spectateurs : 44 510 Arbitrage : Pavel Královec |

| 6e journée                      | Bayern Munich                            | 3-0   | CSKA Moscou | Allianz Arena, Munich                                 |                                                       |
| 10 décembre 2014 20 h 45 (CEST) | Müller 18e (pen.) · Rode 84e · Götze 90e | (1-0) |             | Spectateurs : 68 000 Arbitrage : Olegário Benquerença | Spectateurs : 68 000 Arbitrage : Olegário Benquerença |
| 10 décembre 2014 20 h 45 (CEST) | Rapport                                  |       |             | Spectateurs : 68 000 Arbitrage : Olegário Benquerença | Spectateurs : 68 000 Arbitrage : Olegário Benquerença |

### Supercoupe d'Allemagne
| Supercoupe d'Allemagne      | Borussia Dortmund               | 2 – 0   | Bayern Munich | Signal Iduna Park, Dortmund                      |                                                  |
| Mercredi 13 août 2014 18h00 | 23e Mkhitaryan · 62e Aubameyang | (1 – 0) |               | Spectateurs : 80 667 Arbitrage : Peter Gagelmann | Spectateurs : 80 667 Arbitrage : Peter Gagelmann |